# Grenzwand
Die Grenzwand, ein Begriff aus dem Bau- bzw. Nachbarrecht, ist eine bauliche Anlage (Wand), die unmittelbar an der Grenze zum Nachbargrundstück errichtet worden ist. Mit der Grenzwand wird die Grenze nicht überbaut, sondern sie ist vollständig auf dem Grundstück des Bauherrn errichtet.
Die Bebauung eines Grundstücks direkt an der Grenze zum Nachbarn ist nach den einschlägigen bundes- und landesgesetzlichen Bauvorschriften nur eingeschränkt möglich: normalerweise ist bei der Bebauung von Grundstücken der Bauwich, d. h. ein Abstand zum Nachbargrundstück, einzuhalten. 
Die Bebauung der Grenze ist z. B. bei Garagen und Doppel- oder Reihenhäusern denkbar.
Neben der Beachtung der baurechtlichen Vorschriften kann die Errichtung einer Grenzwand auch die Zustimmung des Nachbarn erfordern.